# 市川大門駅
市川大門駅（いちかわだいもんえき）は、山梨県西八代郡市川三郷町市川大門にある、東海旅客鉄道（JR東海）身延線の駅である。
特急「ふじかわ」を含むすべての列車が停車する。

## 歴史
- 1927年（昭和2年）12月17日：富士身延鉄道線が身延駅から延伸、その終着駅として当駅が開業[1]（当時は一般駅）[4]。
- 1928年（昭和3年）3月30日：富士身延鉄道線が甲府駅まで延伸[1]。
- 1938年（昭和13年）10月1日：富士身延鉄道を鉄道省（国鉄の前身）が借り上げ[1]。
- 1941年（昭和16年）5月1日：国有化され、国鉄身延線の駅となる[1]。
- 1974年（昭和49年）10月1日：貨物の取扱を廃止[4]。
- 1985年（昭和60年）4月1日：無人化[5]。
- 1987年（昭和62年）4月1日：国鉄分割民営化により、JR東海の駅となる[1]。
- 1995年（平成7年）10月15日：中国風の駅舎に改築。
- 2006年（平成18年）4月3日：増穂町コミュニティバス（現在の富士川町コミュニティバス）が乗り入れ開始、当駅と山梨県立増穂商業高等学校（現在は鰍沢口駅まで運行区間を延伸）を結ぶ。
- 2013年（平成25年）4月1日：市川三郷町の受託による簡易委託化[6]。
- 2024年（令和6年）4月1日：市川三郷町による乗車券委託販売（簡易委託）の受託を解除し、終日無人化[2][3]。
- 2025年（令和7年）10月1日：ICカード「TOICA」の利用が可能となる（予定）[7][8]。

## 駅構造
島式ホーム1面2線を有する地上駅である。北側から見ると、駅舎、1番線、2番線の順に並んでおり、1番線に甲府方面の列車が、2番線に富士方面の列車が発着する。このほか、当駅は駅舎と1番線の間に側線を1本有している。ホームの鰍沢口方の端はスロープになっており、これを下ったところから1番線の線路と側線を越えて、駅舎に構内踏切（遮断機・警報機付）が伸びている。
駅舎は1995年（平成7年）10月15日に竣工したもので、コンクリート造りで、1994年（平成6年）に市川大門町（当時）内に出来た大門碑林公園に合わせて中国風のデザインとなっている。この駅舎は市川大門下地区公民館との合築となっていて、駅舎内部には待合所のほか、市川大門下地区公民館の設備として、調理実習室や町民のみ利用可能な風呂場などがある。一般の旅客が立ち入ることが出来るのは待合所のみである。待合所の片隅に市川大門下地区公民館への入り口があり、ここを入ると公民館の受付がある。基本的には1階建てであるが、公民館部分の一部のみ2階建てとなっている。
南甲府駅管理の無人駅である。2013年（平成25年）4月1日より、市川三郷町の受託による簡易委託駅として有人化されたが、新型コロナウイルスの影響による切符販売や利用者数の減少に伴い累計約5000万円の赤字を計上したことから市川三郷町が事業の見直しを行い、2024年（令和6年）4月1日より無人化されている。
かつての急行富士川号は当駅を通過して隣の市川本町駅に停車していたが、急行列車が特急に格上げされた際に、町が新駅舎を新築するのと引き換えに当駅に停車することになった。
神明の花火大会の開催日は、当駅を始発・終着にする列車が設定されている。

### のりば
| 番線 | 路線      | 方向 | 行先           | 備考                    |
| ---- | --------- | ---- | -------------- | ----------------------- |
| 1    | CC 身延線 | 下り | 甲府方面       | 一部列車は2番線から発車 |
| 2    | CC 身延線 | 上り | 身延・富士方面 | 一部列車は1番線から発車 |

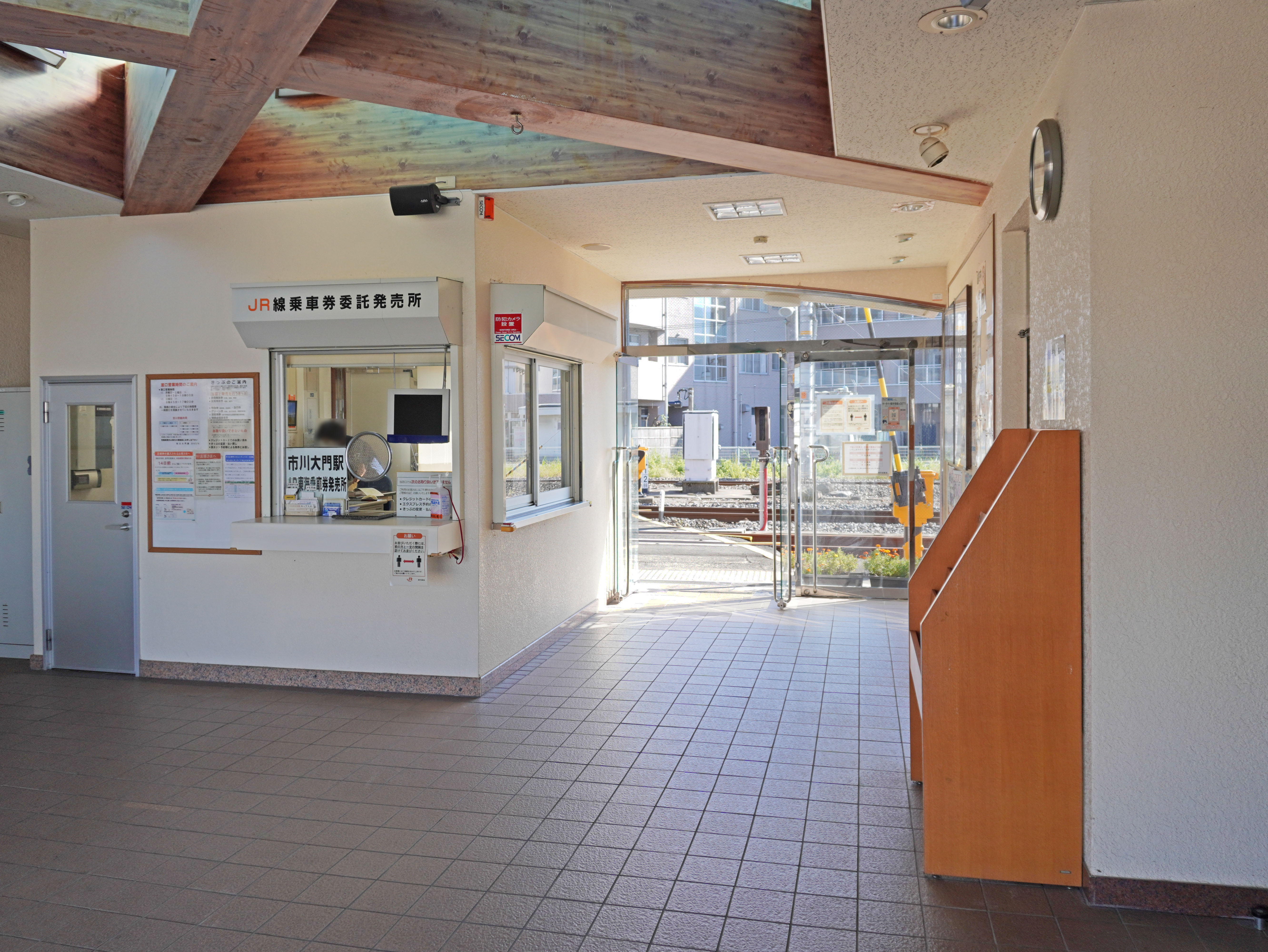
改札口（2022年10月）
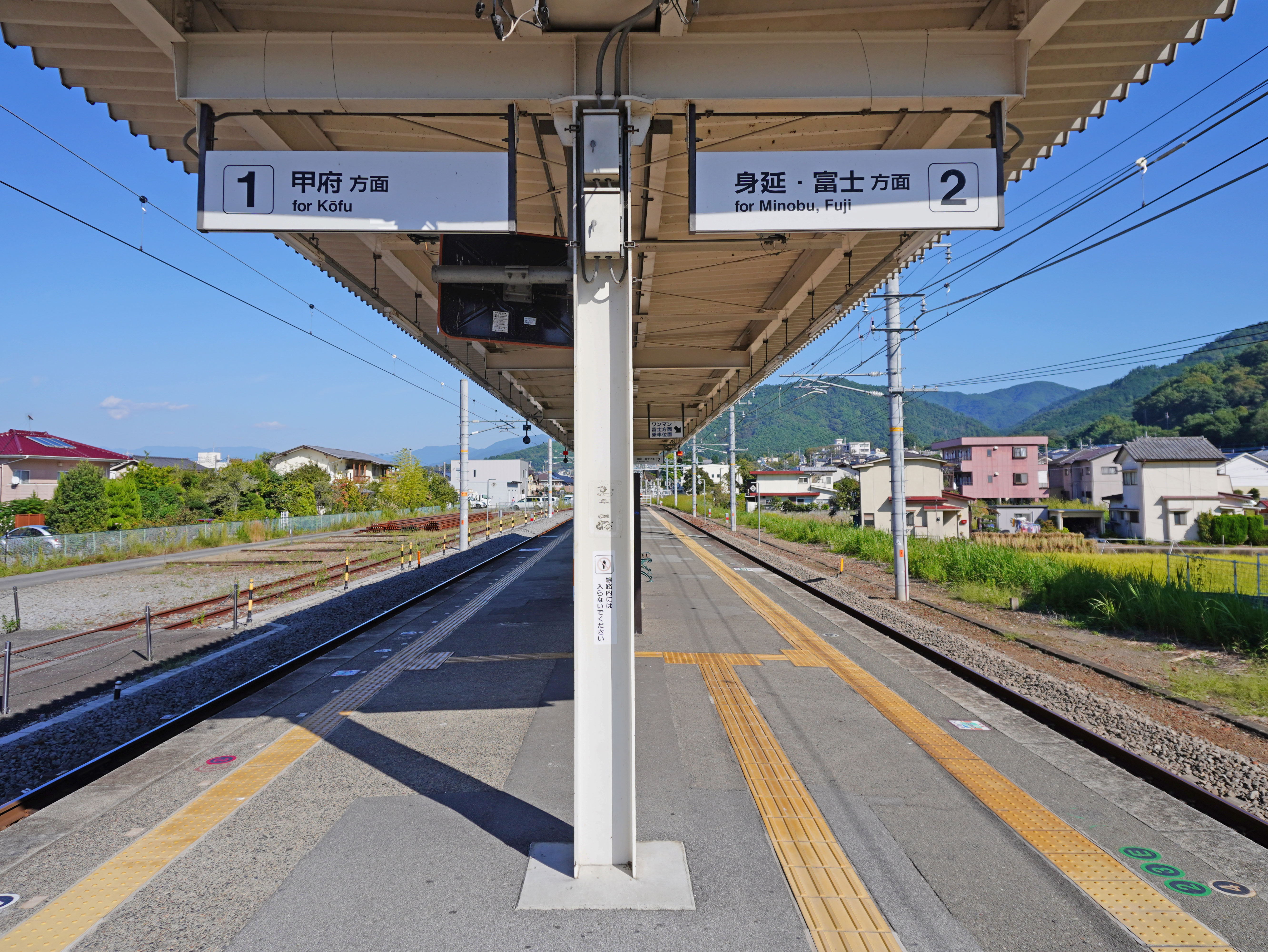
ホーム（2022年10月）
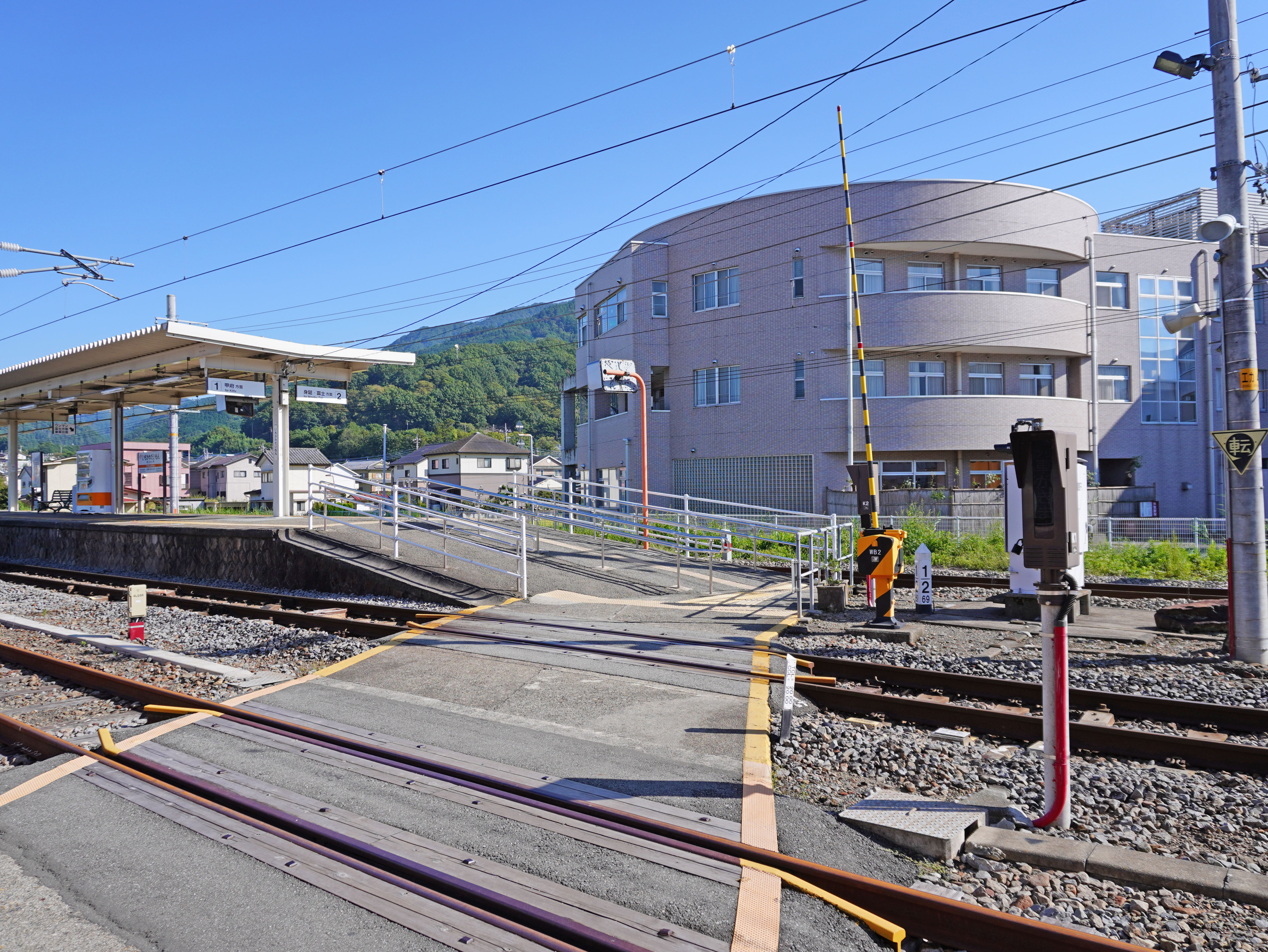
構内踏切（2022年10月）

## 利用状況
1日平均乗車人員は以下の通りとなっている。
| 乗車人員推移 | 乗車人員推移 |
| 年度         | 1日平均人数  |
| ------------ | ------------ |
| 2006         | 533          |
| 2007         | 543          |
| 2008         | 582          |
| 2009         | 544          |
| 2010         | 536          |
| 2011         | 493          |
| 2012         | 489          |
| 2013         | 546          |
| 2014         | 533          |
| 2015         | 539          |
| 2016         | 523          |
| 2017         | 491          |
| 2018         | 485          |

## 駅周辺
市川の街の西端に位置する。駅の北500メートルほどのところには笛吹川と釜無川が並行して流れており、鰍沢口駅の近くで両者は合流し、富士川と名前を変える。
- 高田簡易郵便局
- 西八代地方振興事務所
- 国土交通省甲府河川国道事務所富士川上流出張所
- 鰍沢警察署市川分庁舎（旧市川警察署）
- 流通寺
- 国道140号

## バス路線
山梨交通路線バスの廃止後数年間は市川大門駅を経由するバス路線は存在しなかったが、2006年から川を挟んで対岸の富士川町（当時は増穂町）が山交タウンコーチに運行を委託して運行を開始した富士川町コミュニティバス（当時は増穂町コミュニティバス）が当駅と増穂商業高校を経由して鰍沢口駅を結んでいる。運行は平日の朝夕と増穂商業高校の登校日のみで、SuicaやPASMOなどの交通系ICカードが使える。富士川町コミュニティバスの乗り場は駅前ではなく200メートルほど歩いた所にある道路際に設けられている。なお市川大門駅と鰍沢口駅以外に市川三郷町内にバス停は設置されておらず、富士川町内（甲西道路入口バス停 - 駅前通り一丁目バス停）まで存在しない。

## 隣の駅
※特急「ふじかわ」の隣の停車駅は列車記事を参照のこと。
東海旅客鉄道（JR東海）
CC 身延線
鰍沢口駅 - 市川大門駅 - 市川本町駅